# マルチノッティ細胞
マルチノッティ細胞(Martinotti cell)は、短く分岐した樹状突起を持つ小型で多極のニューロンである。大脳皮質の複数の層に分布し、I層まで軸索を伸ばしてそこで軸索分岐を形成している。軸は複数の皮質柱を超えてVI層まで伸び、錐体細胞の末梢房と接触している。マルチノッティ細胞は、ソマトスタチンや時にカルビンディンを発現するが、パルブアルブミンや血管作動性腸管ペプチドは発現しない。
近年の研究で、マルチノッティ細胞は、cortical dampening mechanismと関連があることが示された。脳で最も普遍的なタイプのニューロンである錐体細胞のニューロンが過興奮の状態になると、マルチノッティ細胞は周辺のニューロンに抑制的な信号を送り始める
。
歴史的に、マルチノッティ細胞の発見は、1888年のジョバンニ・マルティノッティによるものだという誤った認識が持たれていたが、現在では、実際はカミッロ・ゴルジの学生のカルロ・マルティノッティが発見したことが受け入れられている。